# 麥角酸
麥角酸（lysergic acid 亦稱：D-lysergic acid 及 (+)-lysergic acid）是寄生於禾本科植物的多種真菌（麥角）所產生的次級代謝產物，屬於麥角毒素的一種，是迷幻藥麥角二乙胺（LSD）的前趨物。

## 異構體

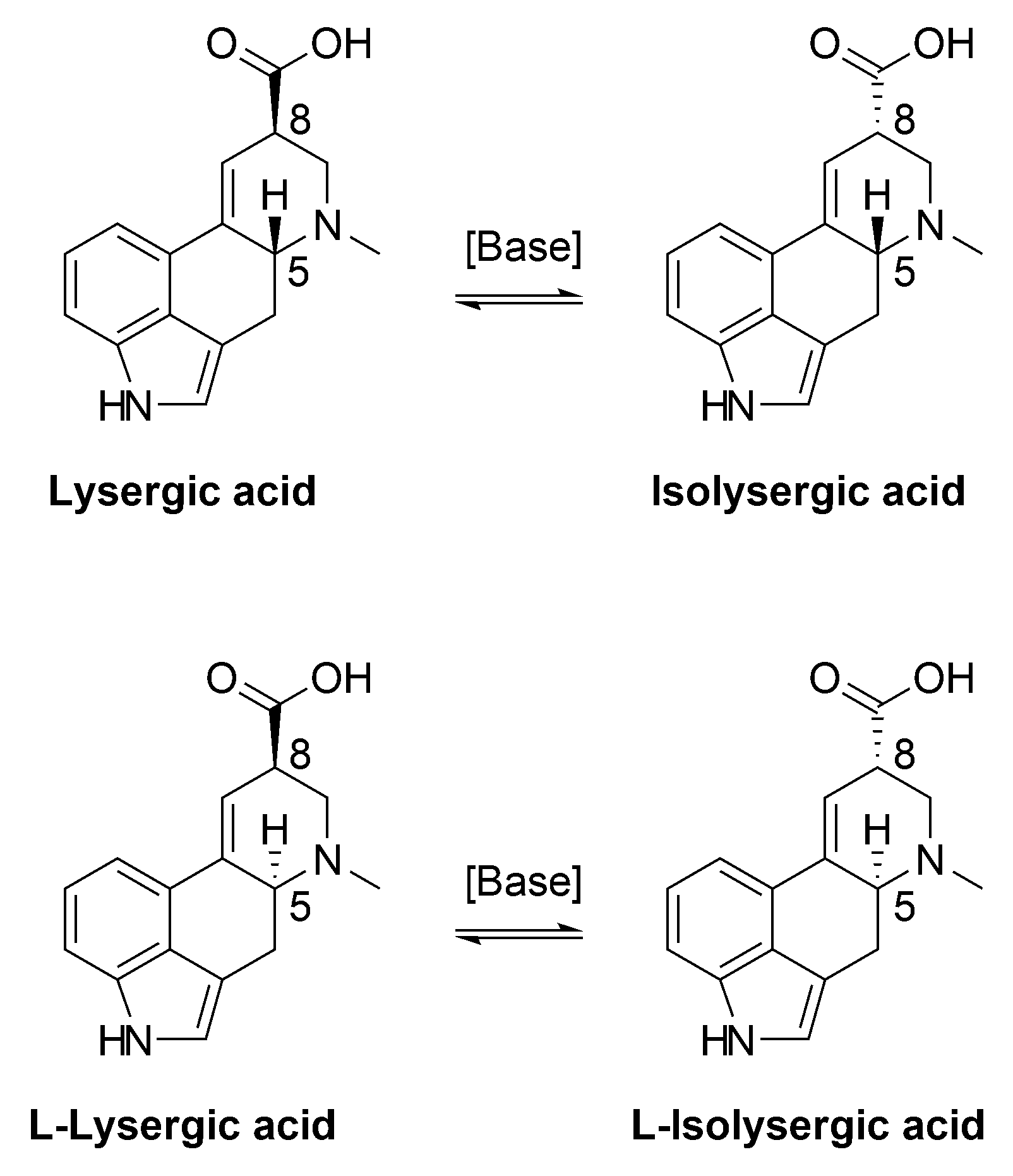
Chemical structures of lysergic acid isomers

## 外部連結
Template:Ergolines